# Andrew Kevin Walker
Andrew Kevin Walker (Altoona, 14 agosto 1964) è uno sceneggiatore statunitense, noto per aver sceneggiato alcuni film famosi tra cui Seven, 8mm - Delitto a luci rosse , Il mistero di Sleepy Hollow, The Killer.

## Biografia
Walker è nato ad Altoona, in Pennsylvania, anche se da qualche tempo, durante la sua infanzia, si è trasferito a Mechanicsburg, dove ha trascorso il resto della sua giovinezza. Ha frequentato la High School della Mechanicsburg Area fino alla sua laurea nel 1982. Walker si è presto iscritto alla Penn State University per intraprendere la carriera nella produzione cinematografica. Si è laureato alla Penn State nel 1986, con un Bachelor of Arts in film e video. 

## Filmografia

### Cinema
- Brainscan - Il gioco della morte (Brainscan), regia di John Flynn (1994)
- Premonizioni (Hideaway), regia di Brett Leonard (1995)
- Seven, regia di David Fincher (1995)
- 8mm - Delitto a luci rosse (8mm), regia di Joel Schumacher (1999)
- Il mistero di Sleepy Hollow (Sleepy Hollow), regia di Tim Burton (1999)
- Wolfman (The Wolfman), regia di Joe Johnston (2010)
- Windfall, regia di Charlie McDowell (2022)
- The Killer, regia di David Fincher (2023)

### Televisione
- I racconti della cripta (Tales from the Crypt) – serie TV, episodio 5x08 (1993)